# Ritmo Perfeito
Ritmo Perfeito é o segundo álbum de estúdio da artista musical brasileira Anitta. O seu lançamento ocorreu em 3 de junho de 2014 pela Warner Music, simultaneamente com seu primeiro disco e DVD ao vivo, Meu Lugar. O disco traz músicas diferentes do primeiro disco homônimo. Ritmo Perfeito teve participação especial de Projota, que também foi escritor de algumas musicas do disco, como "Cobertor" e "Mulher" que é uma regravação da música do rapper.
O álbum segue o mesmo gênero do seu primeiro álbum, tendo a música pop e electropop como predominantes, porém dessa vez com mais influência R&B. O álbum é uma versão alternativa do álbum ao vivo Meu Lugar, com as músicas inéditas do projeto em versão de estúdio.

## Composição
Anitta anunciou em julho de 2013 que estaria preparando a gravação de seu primeiro DVD, que viria a ser intitulado Meu Lugar. Para o show especial, que teve grande produção, a cantora criou novas músicas, inéditas, que seriam apresentadas no show. Tempos depois, Anitta anunciou em um de seus vídeos do Youtube "Blá Blá Blá com Anitta" que lançaria 2 novos álbuns, um seria ao vivo, com áudio extraído do DVD Meu Lugar e outro que seria a versão de estúdio das novas músicas cantadas no DVD, além de uma inédita, que não foi apresentada no show, esse álbum viria a ser o Ritmo Perfeito.
Anitta colaborou com novos escritores no segundo álbum de estúdio, entre eles está o rapper Projota, que trabalhou nas musicas "Cobertor" e "Mulher" que é uma versão da música do rapper, com participação de Anitta. Umberto Tavares também participou da composição de algumas faixas.

## Divulgação
A divulgação de Ritmo Perfeito foi feita em rádios e em programas de tv, no começo foram divulgadas duas músicas do projeto que foram liberadas no iTunes, mas em versão ao vivo. A primeira canção lançada exclusivamente para o álbum foi "Cobertor" que teve um videoclipe lançado de surpresa na sua conta no YouTube. Um mês depois o segundo single foi lançado, "Na Batida". O álbum foi lançado em 3 de junho de 2014, junto com o álbum ao vivo Meu Lugar, mas apenas em edição física. Nas edições digitais, as faixas do Ritmo Perfeito foram disponibilizadas dentro da edição deluxe do álbum Meu Lugar. O álbum só foi liberado de forma separada nas plataformas digitais em 26 de fevereiro de 2015, ocasião de lançamento do single "No Meu Talento".
O álbum conseguiu disco de ouro pela Pro-Música Brasil.

## Lista de faixas
Todas as faixas foram produzidas por Mãozinha e Umberto Tavares.
| Ritmo Perfeito – Edição padrão |                                   |                                                            |         |  |
| N.º                            | Título                            | Compositor(es)                                             | Duração |  |
| 1.                             | "Na Batida"                       | Larissa Machado Jefferson Junior Umberto Tavares           | 2:44    |  |
| 2.                             | "Ritmo Perfeito"                  | Machado Junior Matheus Santos Tavares                      | 2:57    |  |
| 3.                             | "Música de Amor"                  | Machado Junior Tavares                                     | 3:06    |  |
| 4.                             | "Cobertor" (com part. de Projota) | Tiago Sabino Danilo Valbusa Pedro Caropreso Diego Silveira | 3:04    |  |
| 5.                             | "Mulher" (com part. de Projota)   | Sabino Mayk                                                | 2:45    |  |
| 6.                             | "No Meu Talento"                  | Machado Junior Tavares                                     | 2:45    |  |
| 7.                             | "Blá Blá Blá"                     | Machado Junior Tavares                                     | 2:53    |  |
| 8.                             | "Quem Sabe"                       | Le Ticia                                                   | 3:44    |  |
| 9.                             | "Vai e Volta"                     | Machado                                                    | 2:52    |  |
| 10.                            | "Blá Blá Blá" (Extended Remix)    | Machado Junior Tavares                                     | 3:25    |  |

| Ritmo Perfeito – Faixas bônus da edição digital |                                             |                                         |         |  |
| N.º                                             | Título                                      | Compositor(es)                          | Duração |  |
| 11.                                             | "Zen" (versão em espanhol) (part. de Rasel) | Machado Tavares Júnior Rasel Abad       | 2:48    |  |
| 12.                                             | "No Meu Talento" (com part. de MC Guimê)    | Machado Junior Tavares Guilherme Dantas | 2:58    |  |

## Desempenho nas tabelas musicais

### Paradas semanais
| Paradas (2014)            | Melhor posição |
| ------------------------- | -------------- |
| Brasil (PMB – Top Álbuns) | 2              |

## Vendas e certificações
| Região                                              | Certificação | Vendas  |
| --------------------------------------------------- | ------------ | ------- |
| Brasil (Pro-Música Brasil)                          | Ouro         | 50,000* |
| *números de vendas baseados somente na certificação |              |         |